# 1994年英國工黨黨魁選舉
1994年英國工黨黨魁選舉於1994年7月21日進行。事緣於黨魁约翰·史密斯於1994年5月12日因心臟病逝世，英國工黨需要選出新任黨魁。最終選舉由貝理雅勝出，他其後亦帶領工黨於1997年英國大選中取得壓倒性勝利，並成為首相。
是次選舉為首次使用於1993年確立之選舉規則，當中包括所有成員一人一票。 
貝嘉晴之前為工黨之副黨魁，並隨著约翰·史密斯的離世出任臨時黨魁。當時，她是工黨史上首位女性工黨國會議員參與黨魁選舉（直至2010年黛安娜·艾勃特於該年黨魁選舉中參選。） 
貝理雅於參選時，出任影子內政大臣。 當時政壇傳出，貝理雅和時任影子財政大臣白高敦達成協議，從而令白高敦不參與是次選舉。
羅伯特·庫克，當時的影子商業創新及技能大臣亦表示將不會參選，理由是因為自己不足以吸引普通選民，其參選會對工黨於下屆大選做成破壞。彭仕國於1992年英國工黨副黨魁選舉中敗予貝嘉晴，是次同時參與黨魁及副黨魁選舉。
是次選舉，屬會票（多數為工會）、選區票（the members of constituency parties）及工黨國會議員投票將各佔結果的1/3。

## 結果
|  |        | 屬會票 | 選區票 | 議員票 | 總得票率 |
|  | ------ | ------ | ------ | ------ | -------- |
|  | 貝理雅 | 52.3   | 58.2   | 60.5   | 57.0     |
|  | 彭仕國 | 28.4   | 24.4   | 19.6   | 24.1     |
|  | 貝嘉晴 | 19.3   | 17.4   | 19.9   | 18.9     |

最終貝理雅勝出選舉，並帶領工黨23年來，首次於大選中勝出。彭仕國則勝出副黨魁選舉，並其後被委任為英國副首相。貝嘉晴亦成為貝理雅之影子內閣閣員，及工黨勝出大選後擔任內閣大臣。